# Paraguraleus
Paraguraleus is een geslacht van weekdieren uit de klasse van de Gastropoda (slakken).

## Soorten
- Paraguraleus emina (Hedley, 1905)
- Paraguraleus lucidus Laseron, 1954